# エドゥアルト・ノイマン
エドゥアルト・ノイマン（Eduard 'Edu' Neumann、1911年6月5日 - 2004年8月9日）は、第二次世界大戦時のドイツ空軍のエース・パイロットであり、1941年から1943年までの北アフリカ戦線で有名な第27戦闘航空団「アフリカ」の指揮を執った。

## 初期の履歴
ノイマンは元オーストリア＝ハンガリー帝国のブコビナ、モロディア (Molodia) の街で生まれた。3歳の時の1914年に母親を亡くし、間もなく父親をも亡くした。妹のエルゼ (Else) と共に厳しくも愛情深い祖父の庇護の下に入ったが、一家は第一次世界大戦にドイツへ移住した。

## ドイツ空軍に
1928年にノイマンは機械工学と航空工学を学ぶためにベルリンに出てきたが、その地で自身の飛行に対する情熱を見出すと直ぐ1929年に'Akakflieg'グライダー倶楽部に入った。1932年にコトブスで動力付き航空機の操縦免許を取得し、1934年にはフィーゼラー Fi 5での飛行訓練を開始した。その後同年中に当時秘密裏に再建中であった新生ドイツ空軍に入隊した。シュライスハイムで最後の戦闘訓練を終えると1935年7月にノイマンは第132戦闘航空団 (JG 132)「リヒトホーフェン」/第II飛行隊に配属された。
1937年8月にバルトでメッサーシュミット Bf109 Dでの再訓練を受けた後、スペイン内戦でフランシスコ・フランコ将軍のファシズム精力を援助するために送り込まれたコンドル軍団にアドルフ・ガーランドやヴェルナー・メルダースといったその他の有名な人物と共に配属された。1年間の従軍後に2機の戦果を挙げて剣付きスペイン十字章金章を受章してドイツへ帰国したノイマン中尉は、デュッセルドルフの第26戦闘航空団 (JG 26) /第4飛行中隊の飛行中隊長になり、1940年初めに第27戦闘航空団 (JG 27) の航空団副官に異動となった。
バトル・オブ・ブリテン序盤の1940年7月20日に初の（第二次世界大戦での）戦果としてシェルブール沖合いで英第236飛行隊のブリストル ブレニムを撃墜するとノイマンは、オルダニー島沖で英第501飛行隊のホーカー ハリケーンに撃墜されたヘルムート・リーゲル (Helmut Riegel) 少佐に替わりJG 27/第I飛行隊の飛行隊長に任命された。
1941年4月にユーゴスラビア侵攻に短期間参加した後の4月18日に部隊は北アフリカ、リビアのアイン＝エル・ガザラへ移動した。ノイマンは大尉でJG 27/第I飛行隊の飛行隊長時代の1942年5月11日にドイツ十字章金章を受章した。
1942年6月8日に少佐に昇進してJG 27の戦闘航空団司令に任命されたノイマンは、戦闘機隊総監の参謀に転出する1943年4月22日まで成功裏にこの部隊を指揮した。1943年3月に中佐に、1944年に大佐に昇進したノイマンは、北イタリア戦域の戦闘機部隊の指揮官として戦争を終えた。
ノイマンは飛行隊の地上指揮の信奉者であり、長期間この手法で部隊を率いた。ノイマンの交戦経験は幾分限定的なものであったが、ドイツ空軍内で最も敬意を表される有能な野戦指揮官の一人となった。結果的にドイツ空軍時代の撃墜数は僅か13機（スペイン内戦では2機）であった。1945年初めにノイマンは、「戦闘機パイロットの反乱」として知られるようになるヘルマン・ゲーリングに反旗を翻した一団の一員となった。
ノイマンの最も成功した業績は、ハンス・ヨアヒム・マルセイユに独自の戦術を実行できるように戦闘機パイロットとしては異例のなことに自由に飛行することを許し、マルセイユの戦歴の雛形を形成したことであった。マルセイユは他のパイロットに比肩する者のいない西部戦線での連合国軍機158機撃墜という戦果を挙げた。
1989年にノイマンは他のJG 27の元部隊員と共にエジプト政府と協力してマルセイユが墜落死した地点にピラミッドを建立した。

## 戦後
戦後にノイマンは機械会社を立ち上げ、民間の飛行クラブが解禁されると趣味として飛行を続けた。アルフレート・ヴァイデンマン監督とマルセイユ役でヨアヒム・ハンセンが主演したハンス・ヨアヒム・マルセイユの自伝映画『撃墜王 アフリカの星』でノイマンは技術コンサルタントを務めた。
ノイマンは93歳の長寿で死去するまでの長い期間「ドイツ戦闘機パイロット協会」のメンバーであった。